# Stomatepia mariae
Stomatepia mariae, noto comunemente come Nsess, è una specie di ciclidi haplochromini endemica del Lago Barombi Mbo nel Camerun occidentale. È presente nel commercio di pesci d'acquario. È classificata specie in pericolo critico di estinzione a causa dell'inquinamento e della sedimentazione dovuti alle attività umane. È potenzialmente minacciata anche da grandi emissioni di anidride carbonica (CO2) provenienti dal fondo del lago (vedi anche lago Nyos), sebbene gli studi indichino che a Barombo Mbo mancano quantità eccessive di questo gas.
Il nsess può raggiungere fino a 12 centimetri (4,7 in) di lunghezza standard ed è predatore; a volte ruba la preda al granchio d'acqua dolce Potamon africanus .